# Мелара
Мела̀ра (на италиански: Melara, на местен диалект: Mlara, Мълара) е село и община в Северна Италия, провинция Ровиго, регион Венето. Разположено е на 13 m надморска височина. Населението на общината е 1880 души (към 2012 г.).